# منیفلد شبه-ریمانی
منیفلد شبه ریمانی در هندسه دیفرانسیل تعمیمی بر منیفلد ریمانی است.
این منیفلد یکی از اشیای ریاضی بسیاری است که نامشان برگرفته از نام برنهارت ریمان است. تفاوت اساسی میان منیفلد های ریمانی و شبه ریمانی در آ ن است که در یک منیفلد شبه ریمانی نیازی نیست تانسور متریک مثبت معین باشد و در عوض شرط ضعیفتر غیرتبهگنی تحمیل می شود.

## منیفلد لورنتزی
یک منیفلد لورنتزی نوع خاص مهمی از منیفلد های شبه ریمانی است که در آن امضای متریک (1وn-1) است. چنین متریکهایی متریک لورنتزی نامیده می شوند. این نامگذاری برگرفته از نام هندریک لورنتز است. یکی از اصول زیربنایی نسبیت عام اینشتین این است که فضازمان را می توان به صورت یک منیفلد لورنتزی جهاربعدی با امضای (3و1) مدل کرد. بر خلاف منیفلد های ریمانی که متریک مثبت معین دارند، این منیفلد ها اجازه می دهند که بردارهای تانژانت را به زمانواره، پوچ و فضاواره تقسیم نمود.